# Kaiserlich-königliche Landwehr
La k.k. Landwehr (in italiano Milizia imperiale regia di difesa nazionale austriaca) era una delle quattro forze armate (Bewaffnete Macht o Wehrmacht) dell'Impero austro-ungarico insieme con l'esercito comune (Gemeinsame Armee), la Milizia reale di difesa nazionale ungherese, colloquialmente chiamata Honvéd (in ungherese Magyar királyi honvédség in tedesco königliche ungarische Landwehr) e la marina imperial-regia (k.u.k. Kriegsmarine). Non va scambiato con il k.k. Landsturm, la leva di massa reclutata solo in caso di mobilitazione.

## Storia

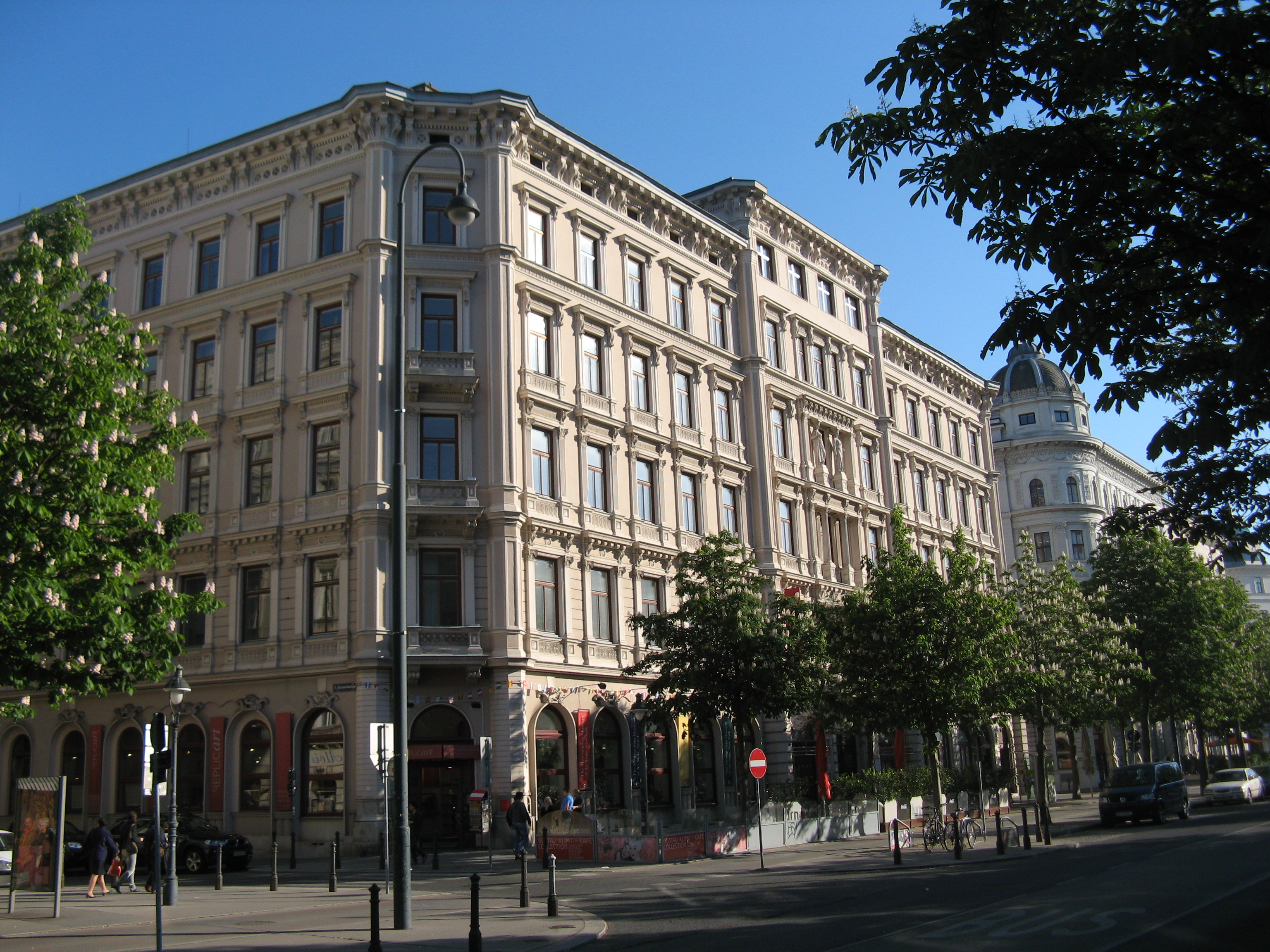
L'edificio in Babenbergerstraße 4 a Vienna dove si trovò il ministero della difesa austriaca

La Landwehr fu costituita in seguito al cosiddetto Ausgleich del 1867 che trasformò l'Impero austriaco in una "duplice monarchia". Questa suddivisione fu il presupposto per la creazione di due forze armate per la difesa nazionale, una per la Transleitania e una per la Cisleitania che dovevano affiancare l'esercito comune. Il comandante supremo di tutte le forze armate rimaneva l'imperatore, come erano unificati anche l'organizzazione militare e la conduzione bellica. La legislazione per la difesa nazionale, che comprendeva le regole per il reclutamento, la durata della leva, la locazione e l'approvvigionamento delle truppe per i due eserciti nazionali, fu invece assegnato ai parlamenti dei due regni.
Il 30 dicembre 1867 fu costituito il ministero della Difesa austriaca (k.k. Ministerium für Landesverteidigung) con sede a Vienna. L'omonimo ministero ungherese nacque già nel febbraio 1867 insieme con la nomina del governo ungherese. Nei primi messi del 1868 una commissione generale elaborò una bozza legislativa per la difesa per entrambi i regni così come uno statuto per le due forze armate e la milizia territoriale, il Landsturm. Il 5 dicembre 1868 Francesco Giuseppe sancì con la sua firma le due leggi per la difesa nazionale.
La k.k. Landwehr nacque ufficialmente con apposita legge, il Landwehrgesetz, pubblicata sulla Gazzetta ufficiale austriaca, il Reichsgesetzblatt n. 68 del 13 maggio 1869.
Aveva principalmente il compito di affiancare l'esercito comune e di difendere il territorio della cosiddetta Cisleitania. In tempo di pace poteva inoltre svolgere compiti di ordine pubblico. Per essere impegnata al di fuori del territorio nazionale era necessaria l'approvazione del parlamento che in caso di urgenza poteva essere richiesta anche in forma posteriore.
Come primo comandante superiore della k.k. Landwehr (Landwehroberkommandant) fu nominato l'arciduca Guglielmo. All'inizio le truppe destinate alla Landwehr restavano sotto le armi solo per un periodo di addestramento ristretto di pochi mesi e dovevano svolgere annualmente delle manovre militari. In principio si trattò di una milizia territoriale di richiamati da impegnare in seconda e terza linea. Questo comportò che i progetti per la costituzione di una milizia territoriale propria, il Landsturm, furono accantonati. Ma anche per la Landwehr l'interesse del parlamento cisleitano era scarso all'inizio. Questo ero dovuto soprattutto al fatto che a differenza della Honvéd la Landwehr non era e non poteva essere un esercito con un forte richiamo nazionale come fu il caso della Honvéd nella parte ungherese della duplice monarchia. La Cisleitania a differenza della Transleitania era infatti un conglomerati di regni di nazionalità diverse, riuniti solo dalla monarchia asburgica in cui un esercito a richiamo nazionale avrebbe minato l'esistenza di questa stessa unità sovranazionale. Le richieste avanzate per la costituzione di altri eserciti nazionali come per la Boemia e la Moravia ancora nel 1868 o più tardi da parte dei Polacchi furono infatti negati per questi motivi.
Le conseguenze di questo disinteresse furono che la formazione della Landwehr stentò a partire, i fondi inizialmente destinati vennero ulteriormente tagliati e il periodo di addestramento ridotto a 6 settimane. Un cambio di rotta avviene dopo la Guerra franco-prussiana nel 1871 quando ci si rese conto che un successo militare dipendeva molto dalla velocità di mobilitazione delle truppe. Fu il successore dell'arciduca Guglielmo come comandante superiore, l'arciduca Ranieri, a trasformare la Landwehr da una milizia territoriale a una forza armata propria. Una notevole spinta nella trasformazione avviene di nuovo in seguito ai cambiamenti nei contesti internazionali soprattutto dopo la crisi nei Balcani e il rafforzamento dell'Impero russo ai confini della duplice monarchia. Tra il 1883 e il 1889 furono approvate tre riforme legislative che riguardavano la difesa nazionale. In seguito alla riforma del 1889 le unità della Landwehr diventarono unità di prima linea l'anno successivo e con la riforma del 1893 fu adottata la ferma biennale e cancellata anche formalmente la limitazione dell'utilizzo delle truppe solo entro i confini nazionali. Tra il 1898 e il 1901 il numero dei reggimenti salì da 23 a 36. Nel 1906 fu affidata alla Landwehr il compito di costituire le truppe da montagna, le k.k. Gebirgstruppe, della duplice monarchia. In seguito, il comando della Landwehr era passato nel 1906 all'Arciduca Federico, fu ulteriormente aumentato il numero di soldati da reclutare annualmente portandolo a quasi 20.000 uomini. Questo aumento servì anche per aumentare le unità d'artiglieria della Landwehr. Con l'ultima riforma legislativa del 5 luglio 1912 prima della prima guerra mondiale, il reclutamento, l'organizzazione, la formazione e l'impegno militare della Landwehr furono completamente adeguati a quelli dell'esercito comune.

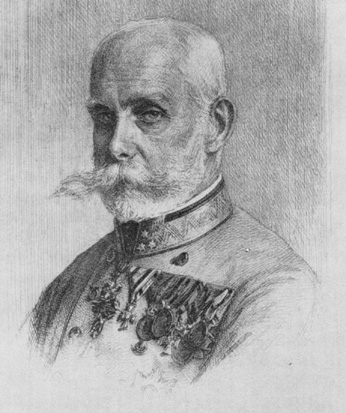
L'arciduca Ranieri comandante superiore della k.k. Landwehr dal 1871 al 1906

All'inizio della prima guerra mondiale la Landwehr era composta da:
- 37 reggimenti di fanteria, composti ognuno da 3 battaglioni a differenza dell'esercito comune nel quale un reggimento di fanteria era composto da 4 battaglioni
- 3 reggimenti Landesschützen, truppe da montagna
- 6 reggimenti di cavalleria ulani i cosiddetti Landwehrulanenregimenter
- 1 Reitende Tiroler Landesschützendivision ovvero il reparto di cavalleria dei Landesschützen
- 1 Reitende Dalmatiner Landesschützendivision corrispondente a quella precedente ma proveniente dalla regione della Dalmazia
- 8 gruppi di cannoni da campagna
- 8 gruppi di obici da campagna

Prima della mobilitazione parziale del 25 luglio 1914 la k. k. Landwehr contava quasi 25.000 effettivi. Con l'inizio della guerra anche il k.k. Landsturm passò sotto il comando della k. k. Landwehr.

### Ordinamento a fine giugno 1914
La k.k. Landwehr era composta prima della mobilitazione nel luglio 1914 da 8 divisioni di fanteria (k.k. Landwehrinfanterietruppendivisionen). La numerazione delle divisioni delle forze armate austro-ungariche era unica e progressiva per tutti i tre eserciti senza distinzione fra esercito comune, Landwehr, Honvéd o i due Landsturm. Fino all'inizio della Prima guerra mondiale esistevano in totale 49 divisioni di fanteria. In tempo di pace non tutte le unità o reparti, come la cavalleria, erano aggregati alle divisioni. Altri come i telegrafisti, le truppe di sanità e le truppe logistiche si sarebbero trasferiti solo in stato di guerra dall'esercito comune alla Landwehr.

#### Divisioni
| I. | II. |
| --- | --- |
| - k.k. Landwehrinfanterietruppendivision n. 13 Wien sede e comando territoriale: Vienna costituita da: k.k. Landwehrinfanteriebrigaden n. 25 e 26 1. k.k. Landwehr-Kavalleriebrigade Wels con il k.k. Landwehr-Ulanenregiment n. 5 k.k. Landwehr-Feldhaubitzdivision n. 13 k.k. Landwehr-Feldkanonendivision n. 13 - k.k. Landwehrinfanterietruppendivision n. 21 Prag sede e comando territoriale: Praga costituita da: k.k. Landwehrinfanteriebrigaden n. 41 e 42 k.k. Landwehr-Feldhaubitzdivision n. 21 k.k. Landwehr-Feldkanonendivision n. 21 - k.k. Landwehrinfanterietruppendivision n. 22 Graz sede e comando territoriale: Graz costituita da: k.k. Landwehrinfanteriebrigaden n. 43 e 44 k.k. Landwehr-Feldhaubitzdivision n. 22 k.k. Landwehr-Feldkanonendivision n. 22 - k.k. Landwehrinfanterietruppendivision n. 26 Leitmeritz sede e comando territoriale: Leitmeritz costituita da: k.k. Landwehrinfanteriebrigaden n. 51 e 52 2. k.k. Landwehr-Kavalleriebrigade Olmütz con il k.k. Landwehr-Ulanenregiment n. 2 k.k. Landwehr-Feldhaubitzdivision n. 26 k.k. Landwehr-Feldkanonendivision n. 26 | - k.k. Landwehrinfanterietruppendivision n. 43 Czernowitz sede e comando territoriale: Czernowitz costituita da: k.k. Landwehrinfanteriebrigaden n. 85 e 86 3. k.k. Landwehr-Kavalleriebrigade Lemberg con il k.k. Landwehr-Ulanenregiment n. 1 k.k. Landwehr-Feldhaubitzdivision n. 43 k.k. Landwehr-Feldkanonendivision n. 43 - k.k. Landwehrinfanterietruppendivision n. 44 Innsbruck sede e comando territoriale: Innsbruck costituita da: k.k. Landwehrinfanteriebrigade n. 87 e dalla k.k. Landesschützenbrigade n. 88 1. k.k. Landwehr-Kavalleriebrigade Wels con il k.k. Landwehr-Ulanenregiment n. 6 e la Reitende Tiroler Landesschützendivision k.k. Landwehr-Feldhaubitzdivision n. 44 k.k. Landwehr-Feldkanonendivision n. 44 - k.k. Landwehrinfanterietruppendivision n. 45 Przemyśl sede e comando territoriale: Przemyśl costituita da: k.k. Landwehrinfanteriebrigaden n. 89 e 90 3. k.k. Landwehr-Kavalleriebrigade Lemberg con il k.k. Landwehr-Ulanenregiment n. 3 k.k. Landwehr-Feldhaubitzdivision n. 45 k.k. Landwehr-Feldkanonendivision n. 45 - k.k. Landwehrinfanterietruppendivision n. 46 Krakau sede e comando territoriale: Cracovia costituita da: k.k. Landwehrinfanteriebrigaden n. 91 e 92 2. k.k. Landwehr-Kavalleriebrigade Olmütz con il k.k. Landwehr-Ulanenregiment n. 4 k.k. Landwehr-Feldhaubitzdivision n. 46 k.k. Landwehr-Feldkanonendivision n. 46 |

### Ordinamento durante la Prima guerra mondiale
Durante la Grande Guerra furono costituiti ulteriori tre divisioni. Una di questi, la k.k. Landesschützen-Division, composta dalla 88ª e 98ª brigata Landesschützen fu formata nel marzo 1916 appositamente per l'offensiva di primavera del 1916, la cosiddetta Strafexpedition e sciolta nell'autunno dello stesso anno. Nell'aprile 1917 le k.k. Landwehr-Infanterie-Truppendivisionen cambiarono nome in k.k. Schützen-Divisionen lasciando invariata la numerazione precedente.

#### Divisioni
| I. | II. |
| --- | --- |
| - k.k. Schützen-Division n. 13 dal 1917 - k.k. Schützen-Division n. 21 dal 1917 - k.k. Schützen-Division n. 22 dal 1917 - k.k. Schützen-Division n. 26 dal 1917 - k.k. Schützen-Division n. 43 dal 1917 - k.k. Schützen-Division n. 44 dal 1917 | - k.k. Schützen-Division n. 45 dal 1917 - k.k. Schützen-Division n. 46 dal 1917 - k.k. Landesschützen-Division costituita nel marzo 1916 e sciolta nell'ottobre 1916 - k.k. Schützen-Division n. 54 costituita nel ottobre 1917 dalla k.u.k. Infantrietruppendivision n. 54 - k.k. Schützen-Division n. 56 costituita nel ottobre 1917 dalla Etschtalgruppe |

## Fanteria

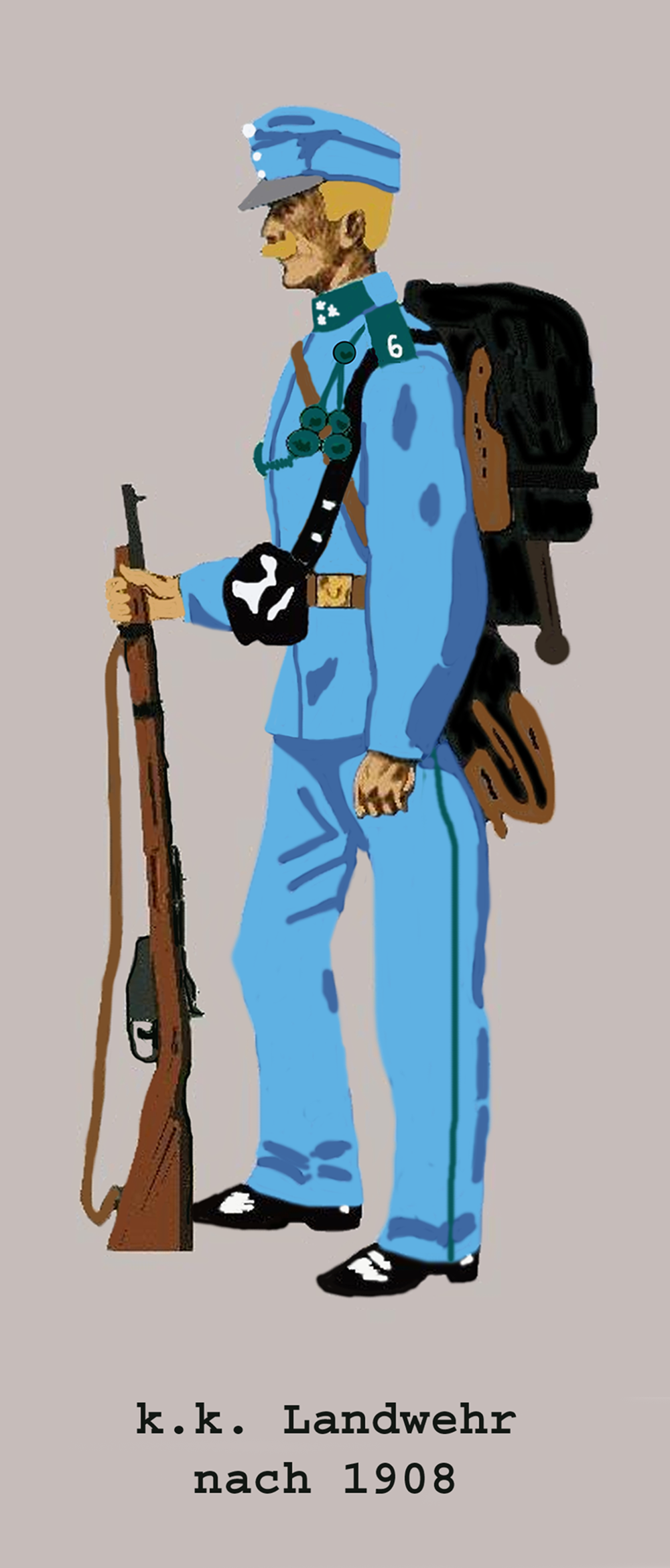
Fante in tenuta di marcia dopo il 1908

Nel 1869 furono costituiti 79 battaglioni di fanteria, ognuno composto con un organico di una decina di uomini. I reparti dovevano formarsi a ranghi pieni in caso di mobilitazione e la presenza dei richiamati si limitò all'inizio a un corso di formazione della durata di 8 settimane e alla partecipazione a delle manovre militari per 14 giorni all'anno. Questi battaglioni riportarono il nome di Landwehrinfanterie-Bataillone per quelli stanzionati a nord del Danubio e Landwehrschützen-Bataillone per quelli a sud del fiume. Lo scarso interesse dello stato e i fondi ristretti furono le principali cause per lo scarso equipaggiamento della Landwehr nei primi anni. Nel 1872 furono introdotti dei piccoli contingenti fissi per ogni battaglione portando l'organico fisso a una trentina di uomini. Nello stesso periodo furono costituiti altri due battaglioni nella Dalmazia arrivando così a 82 battaglioni.
In Tirolo e Vorarlberg dove vigeva un regolamento di difesa territoriale precedente a quello introdotto nel Cisleitania nel 1869, furono invece formati nel 1870 altri 10 battaglioni di fanteria, di cui 9 in Tirolo e uno in Vorarlberg con il nome di Landesschützen.
Nel 1884 i 23 battaglioni Landwehrschützen e 59 battaglioni Landwehrinfanterie furono raggruppati in 5 reggimenti Landwehrschützen e 17 reggimenti Landwehrinfanterie. I 10 battaglioni Landesschützen del Tirolo e Vorarlberg e quelli della Dalmazia, che nel 1882 furono aumentati a 4, rimasero indipendenti. Nel 1889 i 22 reggimenti furono equipaggiati con fucili a ripetizione sostituendo gli antiquati fucili modello Werndl.
Tra il 1898 e il 1901 il numero dei reggimenti fu portato a 36 tutti con la denominazione Landwehrinfanterie-Regiment, eliminando così la precedente differenza. Inoltre furono trasformati 23 battaglioni di riserva in altrettanti battaglioni attivi. Essi furono raggruppati in 16 brigate e 8 divisioni. Il 23º Reggimento stanziato in Dalmazia fu suddiviso in due reggimenti e l'organico utilizzato per la sorveglianza dei porti per far fronte a un eventuale caso bellico con il Regno d'Italia.
Nel maggio 1906 furono impiegati i due reggimenti dei Landesschützen Tirolesi, il terzo reggimento fu sciolto nel 1901, e il reggimento di fanteria Landwehr n. 4 per la sorveglianza dei confini montani con l'Italia e trasformati per l'impegno in montagna. Questo comportò in pratica la nascita delle truppe da montagna austriache. Per ogni reggimento fu formato un reparto di mitraglieri da montagna (Gebirgs-Maschinengewehrabteilung) con 4 mitragliatrici. Nel 1908 ricevettero l'equipaggiamento per la guerra in montagna e nel 1910 furono aggregati il reggimento di fanteria Landwehr n. 27 e il ricostituito III Reggimento Landesschützen formando così le truppe da montagna della Landwehr (Landwehr Gebirgstruppe).
Tra 1908 e il 1910 furono costituiti dei reparti di mitraglieri anche per i restanti battaglioni della Landwehr. A differenza dei reparti mitraglieri dei Landesschützen erano dotati di solo 2 mitragliatrici. L'equipaggiamento della fanteria Landwehr, a parte le truppe da montagna, era identico a quella della fanteria dell'esercito comune. L'arma principale della fanteria era il fucile a ripetizione Steyr-Mannlicher M1895. Gli ufficiali erano armati con la Repetierpistole M.7 o con il modello Steyr M12 e con una sciabola. La mitragliatrice in dotazione ai reparti mitraglieri era il Schwarzlose M.07/12.

### Ordinamento a fine giugno 1914
I reggimenti di fanteria Landwehr erano raggruppati in 15 brigate (k.k. Landwehrinfanteriebrigaden) più una per i Landesschützen. A parte i due reggimenti di fanteria n. 23 e 37 che erano composti di solo due battaglioni, tutti gli altri disponevano di 3 battaglioni con 4 compagnie per battaglione e di un battaglione di complemento. A ogni battaglione era assegnato inoltre un reparto mitraglieri con 4 mitragliatrici. Le compagnie avevano un organico in tempo di pace di 69 uomini.

#### Brigate di fanteria
| I. | II. |
| --- | --- |
| - k.k. Landwehrinfanteriebrigade n. 25 Wien sede: Vienna composta da: k.k. Landwehrinfanterieregimenter n. 1 e 24 - k.k. Landwehrinfanteriebrigade n. 26 Brünn sede: Brünn composta da: k.k. Landwehrinfanterieregimenter n. 14 e 25 - k.k. Landwehrinfanteriebrigade n. 41 Pilsen sede: Pilsen composta da: k.k. Landwehrinfanterieregimenter n. 6 e 7 - k.k. Landwehrinfanteriebrigade n. 42 Praga sede: Praga composta da: k.k. Landwehrinfanterieregimenter n. 8, 28 e 29 - k.k. Landwehrinfanteriebrigade n. 43 Graz sede: Graz composta da: k.k. Landwehrinfanterieregimenter n. 3 e 26 - k.k. Landwehrinfanteriebrigade n. 44 Laibach sede: Lubiana composta da: k.k. Landwehrinfanterieregimenter n. 4, 5 e 27 - k.k. Landwehrinfanteriebrigade n. 51 Hohenmauth sede: Hohenmauth composta da: k.k. Landwehrinfanterieregimenter n. 11, 12 e 30 - k.k. Landwehrinfanteriebrigade n. 52 Leitmeritz sede: Leitmeritz composta da: k.k. Landwehrinfanterieregimenter n. 9 e 10 | - k.k. Landwehrinfanteriebrigade n. 85 Lemberg sede: Leopoli composta da: k.k. Landwehrinfanterieregimenter n. 19 e 35 - k.k. Landwehrinfanteriebrigade n. 86 Czernowitz sede: Czernowitz composta da: k.k. Landwehrinfanterieregimenter n. 20, 22 e 36 - k.k. Landwehrinfanteriebrigade n. 87 Linz sede: Linz composta da: k.k. Landwehrinfanterieregimenter n. 2 e 21 - k.k. Landesschützenbrigade n. 88 Bozen sede: Bolzano composta da: k.k. Landesschützenregimenter n. I, II e III - k.k. Landwehrinfanteriebrigade n. 89 Przemyśl sede: Przemyśl composta da: k.k. Landwehrinfanterieregimenter n. 18 e 33 - k.k. Landwehrinfanteriebrigade n. 90 Jarosław sede: Jarosław composta da: k.k. Landwehrinfanterieregimenter n. 17 e 31 - k.k. Landwehrinfanteriebrigade n. 91 Krakau sede: Cracovia composta da: k.k. Landwehrinfanterieregimenter n. 16, 31 e 32 - k.k. Landwehrinfanteriebrigade n. 92 Olmütz sede: Olmütz composta da: k.k. Landwehrinfanterieregimenter n. 13 e 15 |

#### Reggimenti di fanteria
| I. | II. |
| --- | --- |
| - k.k. Landwehrinfanterieregiment "Wien" n. 1 costituito nel 1889 composizione nazionalità: 95 % tedeschi - 5 % altri sede del reggimento: Vienna zona di reclutamento: Vienna comando territoriale: Vienna assegnato alla: 25ª brigata - 13ª divisione - k.k. Landwehrinfanterieregiment "Linz" n. 2 costituito nel 1889 composizione nazionalità: 98 % tedeschi - 2 % altri sede del reggimento: Linz zona di reclutamento: Linz e Salisburgo comando territoriale: Innsbruck assegnato alla: 87ª brigata - 44ª divisione - k.k. Landwehrinfanterieregiment "Graz" n. 3 costituito nel 1889 composizione nazionalità: 94 % tedeschi - 6 % altri sede del reggimento: Graz zona di reclutamento: Graz e Maribor comando territoriale: Graz assegnato alla: 43ª brigata - 22ª divisione - k.k. Landwehrinfanterieregiment "Klagenfurt" n. 4 costituito nel 1889 composizione nazionalità: 79 % tedeschi - 21 % altri sede del reggimento: Klagenfurt zona di reclutamento: Klagenfurt comando territoriale: Graz assegnato alla: 44ª brigata - 22ª divisione - k.k. Landwehrinfanterieregiment "Pola" n. 5 costituito nel 1889 composizione nazionalità: 45 % sloveni - 21 % serbo-croati - 20 % italiani - 8 % altri sede del reggimento: Pola zona di reclutamento: Trieste comando territoriale: Graz assegnato alla: 44ª brigata - 22ª divisione - k.k. Landwehrinfanterieregiment "Eger" n. 6 costituito nel 1889 composizione nazionalità: 97 % tedeschi - 3 % altri sede del reggimento: Eger zona di reclutamento: Eger, Beraun comando territoriale: Praga assegnato alla: 41ª brigata - 21ª divisione - k.k. Landwehrinfanterieregiment "Pilsen" n. 7 costituito nel 1889 composizione nazionalità: 39 % tedeschi - 60 % cechi - 1 % altri sede del reggimento: Pilsen zona di reclutamento: Pilsen, Beraun, Pisek comando territoriale: Praga assegnato alla: 41ª brigata - 21ª divisione - k.k. Landwehrinfanterieregiment "Prag" n. 8 costituito nel 1889 composizione nazionalità: 95 % cechi - 5 % altri sede del reggimento: Praga zona di reclutamento: Praga, Beraun comando territoriale: Praga assegnato alla: 41ª brigata - 21ª divisione - k.k. Landwehrinfanterieregiment "Leitmeritz" n. 9 costituito nel 1889 composizione nazionalità: 86 % tedeschi - 14 % altri sede del reggimento: Leitmeritz zona di reclutamento: Leitmeritz, Komotau comando territoriale: Leitmeritz assegnato alla: 52ª brigata - 26ª divisione - k.k. Landwehrinfanterieregiment "Jungbunzlau" n. 10 costituito nel 1889 composizione nazionalità: 95 % cechi - 5 % altri sede del reggimento: Jungbunzlau zona di reclutamento: Jungbunzlau, Turnau comando territoriale: Leitmeritz assegnato alla: 52ª brigata - 26ª divisione - k.k. Landwehrinfanterieregiment "Jičin" n. 11 costituito nel 1889 composizione nazionalità: 36 % tedeschi - 63 % cechi - 1 % altri sede del reggimento: Jičín zona di reclutamento: Jičín, Königgrätz comando territoriale: Leitmeritz assegnato alla: 51ª brigata - 26ª divisione - k.k. Landwehrinfanterieregiment "Časlau" n. 12 costituito nel 1889 composizione nazionalità: 87 % cechi - 13 % altri sede del reggimento: Časlau zona di reclutamento: Časlau, Jungbunzlau comando territoriale: Leitmeritz assegnato alla: 51ª brigata - 26ª divisione - k.k. Landwehrinfanterieregiment "Olmütz" n. 13 costituito nel 1889 composizione nazionalità: 30 % tedeschi - 64 % cechi - 6 % altri sede del reggimento: Olmütz zona di reclutamento: Olmütz, Mährisch Schönberg comando territoriale: Cracovia assegnato alla: 92ª brigata - 46ª divisione - k.k. Landwehrinfanterieregiment "Brünn" n. 14 costituito nel 1889 composizione nazionalità: 31 % tedeschi - 67 % cechi - 2 % altri sede del reggimento: Brünn zona di reclutamento: Brünn, Iglau comando territoriale: Vienna assegnato alla: 26ª brigata - 13ª divisione - k.k. Landwehrinfanterieregiment "Troppau" n. 15 costituito nel 1889 composizione nazionalità: 82 % tedeschi - 18 % altri sede del reggimento: Troppau zona di reclutamento: Troppau, Olmütz comando territoriale: Cracovia assegnato alla: 92ª brigata - 46ª divisione - k.k. Landwehrinfanterieregiment "Krakau" n. 16 costituito nel 1889 composizione nazionalità: 82 % polacchi - 18 % altri sede del reggimento: Cracovia zona di reclutamento: Cracovia, Wadowice comando territoriale: Cracovia assegnato alla: 91ª brigata - 46ª divisione - k.k. Landwehrinfanterieregiment "Rzeszów" n. 17 costituito nel 1899 composizione nazionalità: 97 % polacchi - 3 % altri sede del reggimento: Rzeszów zona di reclutamento: Rzeszów comando territoriale: Przemyśl assegnato alla: 90ª brigata - 45ª divisione - k.k. Landwehrinfanterieregiment "Przemyśl" n. 18 costituito nel 1889 composizione nazionalità: 43 % polacchi - 47 % ruteni - 10 % altri sede del reggimento: Przemyśl zona di reclutamento: Przemyśl, Sanok comando territoriale: Przemyśl assegnato alla: 89ª brigata - 45ª divisione - k.k. Landwehrinfanterieregiment "Lemberg" n. 19 costituito nel 1889 composizione nazionalità: 31 % polacchi - 59 % ruteni - 10 % altri sede del reggimento: Leopoli zona di reclutamento: Leopoli, Brzeżany comando territoriale: Leopoli assegnato alla: 85ª brigata - 43ª divisione - k.k. Landwehrinfanterieregiment "Stanislau" n. 20 costituito nel 1889 composizione nazionalità: 72 % ruteni - 28 % altri sede del reggimento: Stanislau zona di reclutamento: Stanislau, Brzeżany, Czortków comando territoriale: Leopoli assegnato alla: 86ª brigata - 43ª divisione | - k.k. Landwehrinfanterieregiment "St. Pölten" n. 21 costituito nel 1889 composizione nazionalità: 98 % tedeschi - 2 % altri sede del reggimento: St. Pölten zona di reclutamento: St. Pölten, Vienna comando territoriale: Vienna assegnato alla: 25ª brigata - 13ª divisione - k.k. Landwehrinfanterieregiment "Czernowitz" n. 22 costituito nel 1889 composizione nazionalità: 27 % ruteni - 54 % rumeni - 19 % altri sede del reggimento: Czernowitz zona di reclutamento: Czernowitz, Kolomea comando territoriale: Leopoli assegnato alla: 86ª brigata - 43ª divisione - k.k. Landwehrinfanterieregiment "Zara" n. 23 costituito nel 1893 composizione nazionalità: 82 % serbo-croati - 18 % altri sede del reggimento: Zara zona di reclutamento: Sebenico comando territoriale: Ragusa assegnato alla: 5ª brigata da montagna - 47ª divisione fanteria - k.k. Landwehrinfanterieregiment "Wien" n. 24 costituito nel 1900 composizione nazionalità: 97 % tedeschi - 3 % altri sede del reggimento: Vienna zona di reclutamento: Vienna, Znaim comando territoriale: Vienna assegnato alla: 25ª brigata - 13ª divisione - k.k. Landwehrinfanterieregiment "Kremsier" n. 25 costituito nel 1900 composizione nazionalità: 83 % cechi - 17 % altri sede del reggimento: Kremsier zona di reclutamento: Kremsier comando territoriale: Vienna assegnato alla: 26ª brigata - 13ª divisione - k.k. Landwehrinfanterieregiment "Marburg" n. 26 costituito nel 1901 composizione nazionalità: 77 % tedeschi - 23 % altri sede del reggimento: Marburg zona di reclutamento: Marburg, Cilli comando territoriale: Graz assegnato alla: 43ª brigata - 22ª divisione - k.k. Landwehrinfanterieregiment "Laibach" n. 27 costituito nel 1901 composizione nazionalità: 86 % sloveni - 14 % altri sede del reggimento: Laibach zona di reclutamento: Laibach, Trieste comando territoriale: Graz assegnato alla: 44ª brigata - 22ª divisione - k.k. Landwehrinfanterieregiment "Pisek" n. 28 costituito nel 1899 composizione nazionalità: 20 % tedeschi - 79 % cechi - 1 % altri sede del reggimento: Pisek zona di reclutamento: Pisek, Neuhaus, Beneschau comando territoriale: Praga assegnato alla: 42ª brigata - 21ª divisione - k.k. Landwehrinfanterieregiment "Budweis" n. 29 costituito nel 1899 composizione nazionalità: 54 % tedeschi - 45 % cechi - 1 % altri sede del reggimento: Budweis zona di reclutamento: Budweis, Pisek comando territoriale: Praga assegnato alla: 42ª brigata - 21ª divisione - k.k. Landwehrinfanterieregiment "Hohenmauth" n. 30 costituito nel 1898 composizione nazionalità: 26 % tedeschi - 68 % cechi - 4 % altri sede del reggimento: Hohenmauth zona di reclutamento: Hohenmauth, Königgrätz comando territoriale: Leitmeritz assegnato alla: 51ª brigata - 26ª divisione - k.k. Landwehrinfanterieregiment "Teschen" n. 31 costituito nel 1901 composizione nazionalità: 37 % tedeschi - 33 % cechi - 27 % polacchi - 3 % altri sede del reggimento: Teschen zona di reclutamento: Teschen, Wadowice comando territoriale: Krakau e Graz assegnato alla: 59ª e 43ª brigata - 45ª e 22ª divisione - k.k. Landwehrinfanterieregiment "Neusandez" n. 32 costituito nel 1901 composizione nazionalità: 91 % polacchi - 9 % altri sede del reggimento: Neusandez zona di reclutamento: Neusandez, Tarnów comando territoriale: Krakau assegnato alla: 91ª brigata e 45ª divisione - k.k. Landwehrinfanterieregiment "Stryj" n. 33 costituito nel 1901 composizione nazionalità: 73 % ruteni - 27 % altri sede del reggimento: Stryj zona di reclutamento: Stryj, Sambor comando territoriale: Przemyśl assegnato alla: 89ª brigata e 45ª divisione - k.k. Landwehrinfanterieregiment "Jaroslau" n. 34 costituito nel 1901 composizione nazionalità: 75 % polacchi - 25 % altri sede del reggimento: Jaroslau zona di reclutamento: Jaroslau, Gródek-Jagielloński comando territoriale: Przemyśl assegnato alla: 90ª brigata e 45ª divisione - k.k. Landwehrinfanterieregiment "Złoczów" n. 35 costituito nel 1898 composizione nazionalità: 25 % polacchi - 68 % ruteni - 7 % altri sede del reggimento: Złoczów zona di reclutamento: Złoczów, Tarnopol comando territoriale: Leopoli assegnato alla: 85ª brigata e 43ª divisione - k.k. Landwehrinfanterieregiment "Kolomea" n. 36 costituito nel 1898 composizione nazionalità: 21 % polacchi - 70 % ruteni - 9 % altri sede del reggimento: Kolomea zona di reclutamento: Kolomea, Stanislau, Czortków comando territoriale: Leopoli assegnato alla: 86ª brigata e 43ª divisione - k.k. Landwehrinfanterieregiment "Gravosa" n. 37 costituito nel 1906 composizione nazionalità: 82 % serbo-croati - 18 % altri sede del reggimento: Gravosa zona di reclutamento: Castelnuovo comando territoriale: Ragusa assegnato alla: 4ª brigata da montagna e 47ª divisione fanteria - k.k. Landeschützenregiment n. I "Trient" costituito nel 1893 composizione nazionalità: 58 % tedeschi - 38 % italiani - 4 % altri sede del reggimento: Trento zona di reclutamento: Salisburgo, Innsbruck, Trento comando territoriale: Innsbruck assegnato alla: 88ª brigata - 44ª divisione - k.k. Landeschützenregiment n. II "Bozen" costituito nel 1893 composizione nazionalità: 55 % tedeschi - 41 % italiani - 4 % altri sede del reggimento: Bolzano zona di reclutamento: Bressanone, Trento comando territoriale: Innsbruck assegnato alla: 88ª brigata - 44ª divisione - k.k. Landeschützenregiment n. III "Innichen" costituito nel 1909 composizione nazionalità: 59 % tedeschi - 38 % italiani - 3 % altri sede del reggimento: San Candido zona di reclutamento: Bressanone, Trento comando territoriale: Innsbruck assegnato alla: 88ª brigata - 44ª divisione |

### Ordinamento durante la Prima guerra mondiale
Durante la Prima guerra mondiale furono costituiti altre 5 brigate di fanteria con l'utilizzo di truppe del k.k. Landsturm o trasformando unità dell'esercito comune. Il numero dei reggimenti invece non cambiò. I reggimenti 19 e 35 catturati dall'esercito russo durante la conquista di Przemyśl nel marzo 1915 furono ricostituiti. Ogni reggimento formava inoltre nei primi due anni di guerra mensilmente un battaglione di marcia (Marschbataillon) composto da richiamati delle riserve, nuove reclute e militari rientrati da lunghe convalescenze. Questi battaglioni, numerati con cifre romane a partire da settembre 1914, erano destinati normalmente a rimpiazzare le perdite del reggimento. Con la truppa in eccesso erano formati qualche volta dei battaglioni di complemento (Ersatzbataillone) aggregati anche a reparti diversi. Dal 1916 si fece sempre di più sentire la mancanza di uomini e non fu più possibile inviare mensilmente i rimpiazzi. Dalla seconda metà del 1916 l'invio diventò irregolare.
Nell'aprile 1917 su proposta del ministro della difesa della Cisleitania, il k.k. Minister für Landesverteidigung Friedrich von Georgi, i reparti di fanteria cambiarono nome e la parola Landwehr fu sostituita con la parola Schützen. Per esempio il k. k. Landwehrinfanterieregiment n. 3 diventò il Schützenregiment n. 3. I tre reggimenti Landesschützen avevano già cambiato nome il 16 gennaio 1917 su decreto dell'imperatore Carlo in Kaiserschützenregimenter. I reggimenti n. 4 e 27 diventarono Gebirgsschützenregiment n. 1 e Gebirgsschützenregiment n. 2. I reggimenti 4 e 27 non furono più ricostituiti.

#### Brigate di fanteria
| I. | II. |
| --- | --- |
| - k.k. Landwehrinfanteriebrigade n.122 costituita nell'agosto 1914 composta da: k.k. Landesschützen-Regiment n. I - k.k. Landesschützenbrigade n.98 costituita nel marzo 1916 composta da: k.k. Landesschützen-Regiment n. III e Tiroler Landsturm-Bataillon n. I - k.k. Landwehrinfanteriebrigade n.203 costituita nella seconda metà del 1915 composta da: k.k. Landwehrinfanterieregiment n. 5 e k.k. Landsturminfanterieregiment n. 9 | - Schützen-Brigade n.111 costituita nel 1918 composta dalla precedente 21ª Brigata da montagna - Schützen-Brigade n.112 costituita nel 1918 composta dalla precedente 29ª Brigata da montagna |

#### Reggimenti durante la Prima guerra mondiale
- Schützen-Regimenter n. 1-47

dal 1917 con i numeri 4 e 27 vacanti
- Gebirgsschützenregiment n. 1

dal 1917 precedentemente k.k. Landwehr-Infanterieregiment n. 4
- Gebirgsschützenregiment n. 2

dal 1917 precedentemente k.k. Landwehr-Infanterieregiment n. 27
- Kaiserschützenregmenter n. I, II, III

dal 1917

## Cavalleria

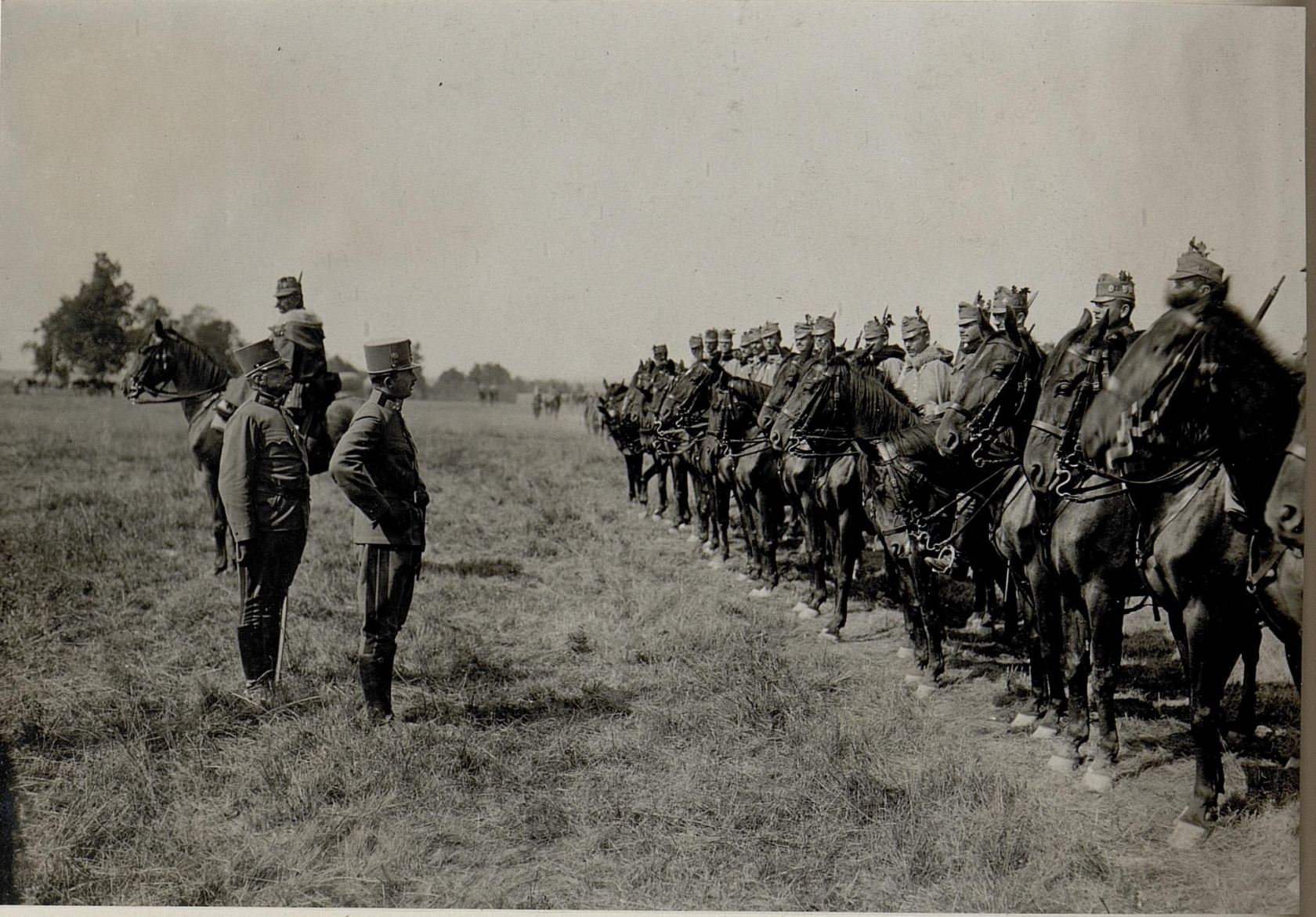
Il principe ereditario Carlo visita il k.k. Landwehrulanenregiment n. 4 (settembre 1916)

I primi reparti di cavalleria della Landwehr furono costituiti insieme con la fanteria nel 1869. All'inizio furono previsti solo uno o due squadroni per ogni zona di reclutamento con un organico molto ridotto che fu in seguito gradualmente ampliato come successe per la fanteria. Le prime unità furono chiamati ulani per i reparti provenienti dalla Galizia e Bucovina e Dragoni per tutte le altre zone. Nel 1872 fu creato un'unità di cavalleria per la Dalmazia, i cosiddetti fucilieri a cavallo della Dalmazia (berittene Schützen von Dalmatien) che disponevano già dall'inizio un organico fisso, come il reparto omonimo tirolese i berittene Tiroler Landesschützen formatosi un anno prima nel 1871. Quest'ultimi si componevano di due compagnie di Landesschützen a cavallo destinati per servizi di ordinanza e per la trasmissione di ordini.
L'ordinamento per la mobilitazione del 1876 prevedeva poi la costituzione di 12 squadroni di dragoni e 13 squadroni di ulani. Nel settembre 1883 l'imperatore ordinò la formazione di 3 reggimenti di dragoni e 3 reggimenti di ulani con 4 squadroni per ogni reggimento e un'unità di riserva. Finché non furono formati dei reparti con un organico fisso i cavalli furono utilizzati solo durante i manovri militari e noleggiati a privati per i periodi restanti. I reggimenti si componevano di reparti fissi solo per l'addestramento dei cavalli, per l'ufficio informazioni e per le manovre militari e i cavalli furono noleggiati a persone private per i periodi in cui non furono utilizzati.
Con la nuova legge per la difesa nazionale del 1889 i reparti dei dragoni cambiarono nome e assunsero anch'essi la denominazione ulani. In caso di mobilitazione era previsto che ogni reggimento contenesse quadro squadroni e uno di riserva, la cavalleria dalmata e tirolese invece un solo squadrone e uno di riserva. Nel 1890 la cavalleria della Landwehr fu assegnata alle divisioni di fanteria della Landwehr con il compito di esplorazione e di collegamento nonché per la trasmissione di ordini. L'ennesimo riordino della Landwehr nel 1893 riguardò anche la cavalleria con un ulteriore aumento dell'organico. Ogni reggimento disponeva ora anche in tempo di pace di uno stato maggiore, di un reparto di pionieri, di due squadroni e uno di riserva, la cavalleria dalmata di uno squadrone e i Landesschützen tirolesi a cavallo di due squadroni e uno di riserva. Nel 1907 furono costituiti due brigade di cavalleria con sede a Vienna e Olomouc in Moravia. Nel 1911 fu aggiunto una terza brigada con sede a Leopoli. Dopo l'ultima modifica della legge per la difesa nazionale prima dello scoppio della Prima guerra mondiale nel 1912 il servizio militare nella cavalleria della Landwehr fu portato a tre anni. I soldati della cavalleria erano armati con il carabina Steyr-Mannlicher M1895 e con una sciabola di cavalleria. I sottufficiali erano dotati inoltre di una rivoltella.

### Ordinamento a fine giugno 1914
Nel 1914 ogni reggimento di cavalleria della k.k. Landwehr ero composto da due gruppi squadroni con tre squadroni ognuno come nell'esercito comune. In tempo di pace l'organico di uno squadrone era ridotto a 90 uomini tra ufficiali e truppa e 77 cavalli da sella. Facevano parte di ogni reggimento anche un plotone di pionieri, una pattuglia di telegrafisti e una per i collegamenti ottici (Fernsignalpatrouille). In caso di guerra le pattuglie di telegrafisti e quella per i collegamenti ottici si raddoppiarono. A differenza della cavalleria dell'esercito comune, la cavalleria della Landwehr non disponeva né di reparti di mitragliatrici né di pontieri. I 6 reggimenti ulani formarono tre brigate di cavalleria.

#### Brigate di cavalleria
- 1. Landwehr-Kavalleriebrigade Wels

sede: Wels
composta da: k.k. Landwehr-Ulanenregimenter n. 5 e 6
- 2. Landwehr-Kavalleriebrigade Olmütz

sede: Olmütz
composta da: k.k. Landwehr-Ulanenregimenter n. 2 e 4
- 3. Landwehr-Kavalleriebrigade Lemberg

sede: Lemberg
composta da: k.k. Landwehr-Ulanenregimenter n. 1 e 3

#### Reggimenti di cavalleria
| I. | II. |
| --- | --- |
| - k.k. Landwehrulanenregiment n. 1 costituito nel 1883 composizione nazionalità: 30 % polacchi - 65 % ruteni - 5 % altri sede del reggimento: Leopoli zona di reclutamento: Leopoli comando territoriale: Leopoli raggruppato nella: 3ª brigata - k.k. Landwehrulanenregiment n. 2 costituito nel 1883 composizione nazionalità: 58 % ciechi - 42 % altri sede del reggimento: Hohenmauth zona di reclutamento: Leitmeritz comando territoriale: Leitmeritz raggruppato nella: 2ª brigata - k.k. Landwehrulanenregiment n. 3 costituito nel 1883 composizione nazionalità: 69 % polacchi - 26 % ruteni - 5 % altri sede del reggimento: Stryj zona di reclutamento: Przemyśl comando territoriale: Przemyśl raggruppato nella: 3ª brigata - k.k. Landwehrulanenregiment n. 4 costituito nel 1883, fino al 1894 era nominato k.k. Landwehrdragonerregiment n. 2 composizione nazionalità: 85 % polacchi - 15 % altri sede del reggimento: Cracovia zona di reclutamento: Olmütz comando territoriale: Olmütz raggruppato nella: 2ª brigata | - k.k. Landwehrulanenregiment n. 5 costituito nel 1883, fino al 1894 era nominato k.k. Landwehrdragonerregiment n. 1 composizione nazionalità: 97 % tedeschi - 3 % altri sede del reggimento: Stockerau zona di reclutamento: Vienna comando territoriale: Vienna raggruppato nella: 1ª brigata - k.k. Landwehrulanenregiment n. 6 costituito nel 1883, fino al 1894 era nominato k.k. Landwehrdragonerregiment n. 3 composizione nazionalità: 60 % tedeschi - 39 % cechi - 1 % altri sede del reggimento: Wels zona di reclutamento: Praga comando territoriale: Praga raggruppato nella: 1ª brigata - Reitende Tiroler Landesschützendivision costituito nel 1872 composizione nazionalità: 58 % tedeschi - 38 % italiani - 4 % altri sede della divisione: Trento zona di reclutamento: Innsbruck e Praga comando territoriale: Innsbruck raggruppato nella: 1ª brigata - Reitende Dalmatiner Landesschützendivision costituito nel 1874 composizione nazionalità: 82 % serbo-croati - 18 % altri sede della divisione: Sinj zona di reclutamento: Ragusa comando territoriale: Ragusa |

### Ordinamento durante la Prima guerra mondiale
Con la mobilitazione anche i reparti di cavalleria furono integrati con i contingenti dei richiamati portando l'organico di uno squadrone a 150 soldati a cavallo. All'inizio della guerra gli squadroni di cavalleria della Landwehr furono aggregati alle divisioni di fanteria, sia a quelli dell'esercito comune sia a quelli della Landwehr, costituendo così la cavalleria di divisione (Divisionskavallerie). Quest'ultima era composta da due squadroni dello stesso reggimento di cavalleria di origine. Le nuove unità costituite riportarono a differenza dei vecchi reggimenti smembrati nessuna numerazione. Lo smembramento riguardava anche le due unità dalmate e tirolesi. Dall'autunno 1914 si fece sentire la mancanza di cavalli nei reparti questo comportò insieme con l'evoluzione degli armamenti e ai cambiamenti nella tattica combattiva al graduale appiedamento della cavalleria. L'ultima battaglia della cavalleria austro-ungarica fu combattuta il 21 agosto 1914 presso Jaroslawice a est di Zoločiv alla quale partecipò anche il k.k. Landwehrulanenregiment n. 6. In seguito la cavalleria fu utilizzata soprattutto per servizi di collegamento e i reparti in buona parte trasformati in reparti di fanteria chiamandoli dal 1915 squadroni fucilieri (Schützeneskadronen).
Dal 1917 i k.k. Landwehrulanenregimenter cambiarono nome in Reitende Schützenregimenter, la Reitende Tiroler Landesschützendivision diventò Reitende Tiroler Kaiserschützendivision e la Reitende Dalmatiner Landesschützendivision fu rinominata Reitende Dalmatiner Schützendivision. Nel 1917 fu inoltre costituita la reitende Schützendivision n. 12 che fu l'unica unità di cavalleria della Landwehr formata durante la guerra.
| I. | II. |
| --- | --- |
| - k.k. Landwehrulanenregiment n. 1 1º e 2º squadrone assegnato alla: 11ª divisione fanteria 3º e 4º squadrone assegnato alla: 30ª divisione fanteria 5º e 6º squadrone assegnato alla: 43ª divisione fanteria Landwehr - k.k. Landwehrulanenregiment n. 2 1º e 2º squadrone assegnato alla: 26ª divisione fanteria Landwehr 3º e 4º squadrone assegnato alla: 29ª divisione fanteria 5º e 6º squadrone assegnato alla: 10ª divisione fanteria - k.k. Landwehrulanenregiment n. 3 1º e 2º squadrone assegnato alla: 45ª divisione fanteria Landwehr 3º e 4º squadrone assegnato alla: 24ª divisione fanteria 5º e 6º squadrone assegnato alla: 2ª divisione fanteria - k.k. Landwehrulanenregiment n. 4 1º e 2º squadrone assegnato alla: 5ª divisione fanteria 3º e 4º squadrone assegnato alla: 12ª divisione fanteria 5º e 6º squadrone assegnato alla: 46ª divisione fanteria Landwehr | - k.k. Landwehrulanenregiment n. 5 1º e 2º squadrone assegnato alla: 4ª divisione fanteria 3º e 4º squadrone assegnato alla: 25ª divisione fanteria 5º e 6º squadrone assegnato alla: 13ª divisione fanteria Landwehr - k.k. Landwehrulanenregiment n. 6 1º e 2º squadrone assegnato alla: 3ª divisione fanteria 3º e 4º squadrone assegnato alla: 8ª divisione fanteria 5º e 6º squadrone assegnato alla: 44ª divisione fanteria Landwehr - k.k. reitende Tiroler Landesschützendivision 1º e 3º squadrone assegnato alla: 88ª divisione fanteria Landesschützen 2º squadrone assegnato alla: 108ª brigata fanteria Landsturm - k.k. reitende Dalmatiner Landesschützendivision furono smembrati a livello di plotoni i quattro plotoni del 1º squadrone furono assegnati sul fronte dei Balcani i quattro plotoni del 2º squadrone furono assegnati uno sul fronte dei Balcani, uno alla 18ª divisione fanteria e due direttamente alla 6ª Armata |

- Reitende Schützenregimenter n. 1-6

dal 1917
- reitende Tiroler Kaiserschützendivision

dal 1917
- reitende Dalmatiner Schützendivision

dal 1917
- reitende Schützendivision n. 12

dal 1917

## Artiglieria

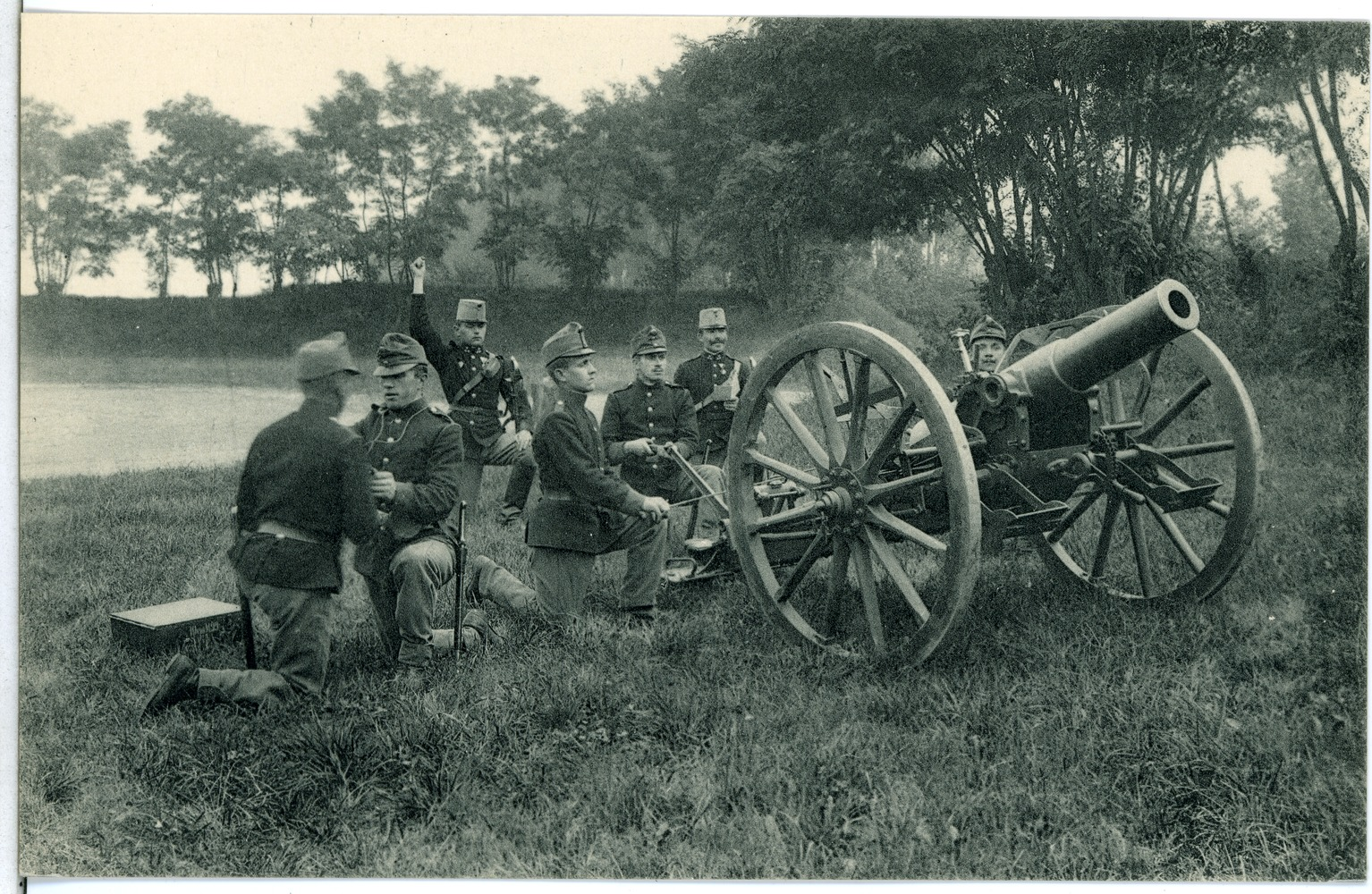
Esercitazioni di tiro con l'obice campale M.99 da 10 cm (1910)

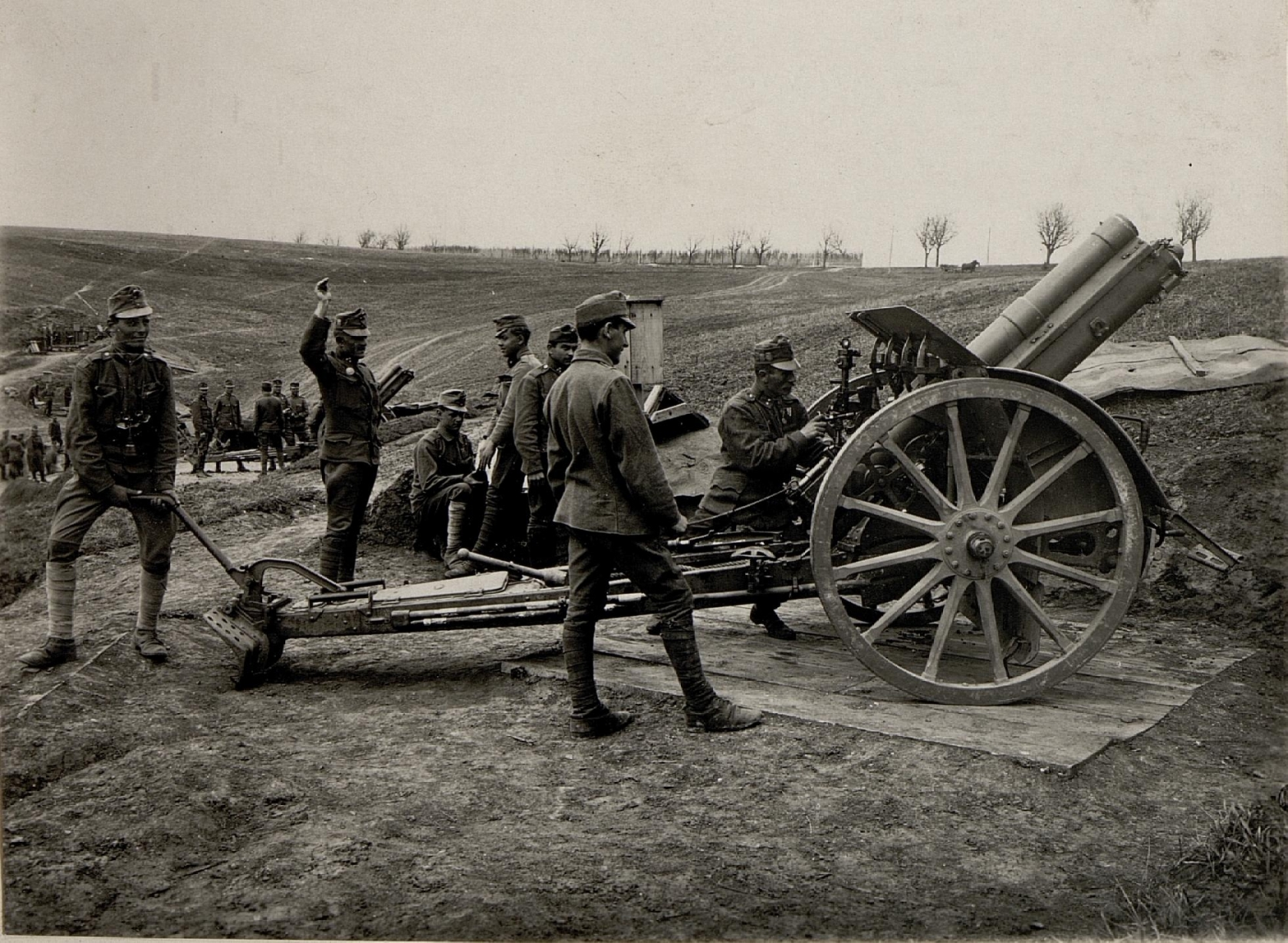
Obice M.14 da 10 cm

L'artiglieria della Landwehr fu costituita relativamente tardi. All'inizio le due forze territoriali non furono dotati di reparti d'artiglieria per evitare che questi si rendessero indipendenti. Pericolo che fu più accentuato nella Transleitania che nella Cisleitania. Solo dopo la crisi istituzionale nel Regno d'Ungheria nel 1905 fu predisposto la costituzione di reparti di artiglieria nella k.k. Landwehr. Le prime reclute nel 1906 furono ancora mandati nell'esercito comune per la formazione. Nel maggio 1907 fu costituita la prima batteria della Landwehr e nel 1908 furono eseguiti le prime manovre militari con la partecipazione dell'artiglieria della Landwehr.
All'inizio fu costituita un gruppo d'artiglieria per ogni divisione di fanteria. I piani per un ulteriore ampliamento fallirono per la resistenza dell'Ungheria di costituire a sua volta una artiglieria honved. Dopo le esperienze positive con gli obici nella Guerra russo-giapponese l'artiglieria della Landwehr fu equipaggiata con l'obice campale M. 99 da 10 cm. Ogni batteria disponeva di due obici di questo modello. Nel febbraio 1909 furono formati dai reparti già esistenti otto gruppi di obici campali (Landwehr-Feldhaubitzdivisionen). Ogni gruppo era composto di 4 batterie, un reparto munizioni e uno di riserva.
Nell'aprile 1912 furono emanati nuove direttive per l'artiglieria della Landwehr. Queste prevedevano la costituzione di 8 brigate di cannoni campali (Feldartillerie-Brigade) composte ciascuna di un reggimento con due gruppi a due batterie di cannoni campali nonché un gruppo di obici campali ai quali si aggiungeva lo stato maggiore e i reparti munizioni e complemento. Erano programmati quattro anni per il completamento del progetto. Nel gennaio 1913 fu costituito il primo reggimento di cannoni campali dopo un'accelerazione del progetto e nell'ottobre dello stesso anno esistevano già 8 gruppi di cannoni campali (Landwehr-Feldkanonendivisionen).
Nel marzo 1914 fu aumentato il numero delle reclute per l'artiglieria della Landwehr. Nonostante ciò allo scoppio della Prima guerra mondiale l'artiglieria della Landwehr era sottodimensionata.

### Ordinamento a fine giugno 1914
Nel 1914 l'artiglieria della Landwehr era composta da 8 gruppi di cannoni campali (k.k. Landwehrfeldkanonendivision) e altrettanti di obici campali (k.k. Landwehrfeldhaubitzdivision). Ogni gruppo possedeva 2 batterie con 6 pezzi d'artiglieria per ciascuna batteria in stato di guerra. In totale erano 32 batterie. Inoltre ogni gruppo disponeva di una batteria di complemento. I gruppi di cannoni campali era attrezzati con il cannone campale M. 5 da 8 cm, i gruppi di obici campali con l'obice campale M. 99 da 10 cm. I gruppi d'artiglieria erano assegnati alle divisioni di fanteria della Landwehr. In caso di mobilitazione ogni Landwehrinfanterietruppendivision aveva alle dipendenze un comando d'artiglieria, un reggimento di cannoni campali dell'esercito comune (k.u.k. Feldkanoneregiment) con 4 batterie, un gruppo di cannoni campali della Landwehr e un gruppo di obici campali della Landwehr. La numerazione dei gruppi d'artiglieria corrispondeva alla numerazione delle divisioni di fanteria Landwehr ai quali erano assegnati.
| I. | II. |
| --- | --- |
| - k.k. Landwehrfeldkanonendivision n. 13 costituito nel 1913 composizione nazionalità: 83 % tedeschi - 17 % altri sede del reggimento: Vienna zona di reclutamento: Vienna assegnato alla: 13ª divisione fanteria - k.k. Landwehrfeldkanonendivision n. 21 costituito nel 1913 composizione nazionalità: 27 % tedeschi - 72 % cechi - 1 % altri sede del reggimento: Praga zona di reclutamento: Praga assegnato alla: 21ª divisione - k.k. Landwehrfeldkanonendivision n. 22 costituito nel 1913 composizione nazionalità: 71 % tedeschi - 26 % sloveni - 3 % altri sede del reggimento: Graz zona di reclutamento: Graz assegnato alla: 22ª divisione - k.k. Landwehrfeldkanonendivision n. 26 costituito nel 1913 composizione nazionalità: 55 % tedeschi - 43 % cechi - 2 % altri sede del reggimento: Theresienstadt zona di reclutamento: Leitmeritz assegnato alla: 26ª divisione - k.k. Landwehrfeldkanonendivision n. 43 costituito nel 1913 composizione nazionalità: 25 % polacchi - 55 % ruteni - 20 % altri sede del reggimento: Leopoli zona di reclutamento: Leopoli assegnato alla: 43ª divisione - k.k. Landwehrfeldkanonendivision n. 44 costituito nel 1913 composizione nazionalità: 60 % tedeschi - 39 % cechi - 1 % altri sede del reggimento: Praga zona di reclutamento: Linz assegnato alla: 44ª divisione - k.k. Landwehrfeldkanonendivision n. 45 costituito nel 1913 composizione nazionalità: 25 % polacchi - 60 % ruteni - 15 % altri sede del reggimento: Przemyśl zona di reclutamento: Przemyśl assegnato alla: 45ª divisione - k.k. Landwehrfeldkanonendivision n. 46 costituito nel 1913 composizione nazionalità: 27 % tedeschi - 49 % polacchi - 24 % altri sede del reggimento: Olmütz zona di reclutamento: Cracovia assegnato alla: 46ª divisione | - k.k. Landwehrfeldhaubitzdivision n. 13 costituito nel 1909 composizione nazionalità: 83 % tedeschi - 17 % altri sede del reggimento: Vienna zona di reclutamento: Vienna assegnato alla: 13ª divisione - k.k. Landwehrfeldhaubitzdivision n. 21 costituito nel 1909 composizione nazionalità: 27 % tedeschi - 72 % cechi - 1 % altri sede del reggimento: Praga zona di reclutamento: Praga assegnato alla: 21ª divisione - k.k. Landwehrfeldhaubitzdivision n. 22 costituito nel 1909 composizione nazionalità: 71 % tedeschi - 26 % sloveni - 3 % altri sede del reggimento: Graz zona di reclutamento: Graz assegnato alla: 22ª divisione - k.k. Landwehrfeldhaubitzdivision n. 26 costituito nel 1909 composizione nazionalità: 55 % tedeschi - 43 % cechi - 2 % altri sede del reggimento: Leitmeritz zona di reclutamento: Leitmeritz assegnato alla: 26ª divisione - k.k. Landwehrfeldhaubitzdivision n. 43 costituito nel 1909 composizione nazionalità: 25 % polacchi - 55 % ruteni - 20 % altri sede del reggimento: Leopoli zona di reclutamento: Leopoli assegnato alla: 43ª divisione - k.k. Landwehrfeldhaubitzdivision n. 44 costituito nel 1909 composizione nazionalità: 60 % tedeschi - 39 % cechi - 1 % altri sede del reggimento: Linz comando territoriale: Praga assegnato alla: 44ª divisione - k.k. Landwehrfeldhaubitzdivision n. 45 costituito nel 1909 composizione nazionalità: 25 % polacchi - 60 % ruteni - 15 % altri sede del reggimento: Przemyśl zona di reclutamento: Przemyśl assegnato alla: 45ª divisione - k.k. Landwehrfeldhaubitzdivision n. 46 costituito nel 1909 composizione nazionalità: 27 % tedeschi - 49 % polacchi - 24 % altri sede del reggimento: Cracovia zona di reclutamento: Cracovia assegnato alla: 46ª divisione |

### Ordinamento durante la Prima guerra mondiale
Durante la guerra l'artiglieria della Landwehr fu notevolmente ampliata. Con la mobilitazione i k.u.k. Feldkanonenregimenter n. 2, 4, 7, 23, 26, 28, 32 e 40 passarono alle dipendenze della Landwehr come prevedevano i piani di mobilitazione. In tal modo ogni divisione della Landwehr aveva a disposizione un reggimento cannoni campali dell'esercito comune con 24 cannoni, una divisione di cannoni campali della Landwehr con 12 cannoni e una divisione di obici campali con 12 obici in totale 48 pezzi d'artiglieria formando così una brigata di artiglieria da campagna (k.k. Landwehr-Feldartilleriebrigade). In totale furono costituiti così 8 brigate di artiglieria da campagna che riportarono lo stesso numero della divisione di fanteria alla quale erano assegnati. All'inizio furono aumentati gli organici e con il trasferimento di batterie dall'esercito comune alla Landwehr fu possibile trasformare nel 1916 le divisioni in reggimenti. Quest'ultimi riportarono la stessa numerazione e distinzione tra cannoni e obici campali come nel 1914 (k.k. Landwehr-Feldkanonenregiment e k.k. Landwehr-Feldhaubitzregiment). Ogni reggimento di cannoni campali disponeva allora di 4 batterie di cannoni campali, una batteria di cannoni contraerei e una batteria di lanciamine. I reggimenti di obici campali, nel frattempo equipaggiati con il più moderno obice M. 14 da 10 cm furono invece portati a 6 batterie. Nel 1917 fu cancellata il nome Landwehr dal nome dei reparti lasciando invariato la numerazione dei k.k. Feldkanonenregimenter e k.k. Feldhaubitzregimenter. Nel corso del 1917 furono inoltre formati 8 nuovi reggimenti di riserva, 4 di obici campali e altrettanti di cannoni campali con la stessa composizione come i reggimenti già in campo. Con la riorganizzazione dell'artiglieria nel 1918 quattro di questi di reggimenti di riserva passarono alle dipendenze dell'esercito comune. Inoltre i k.k. Feldkanonenregimenter e k.k. Feldhaubitzregimenter furono trasformati in k.k. Feldartillerieregimenter con una composizione mista con cannoni, cannoni contraerei, obici e lanciamine come i reggimenti di artiglieria dell'esercito comune.

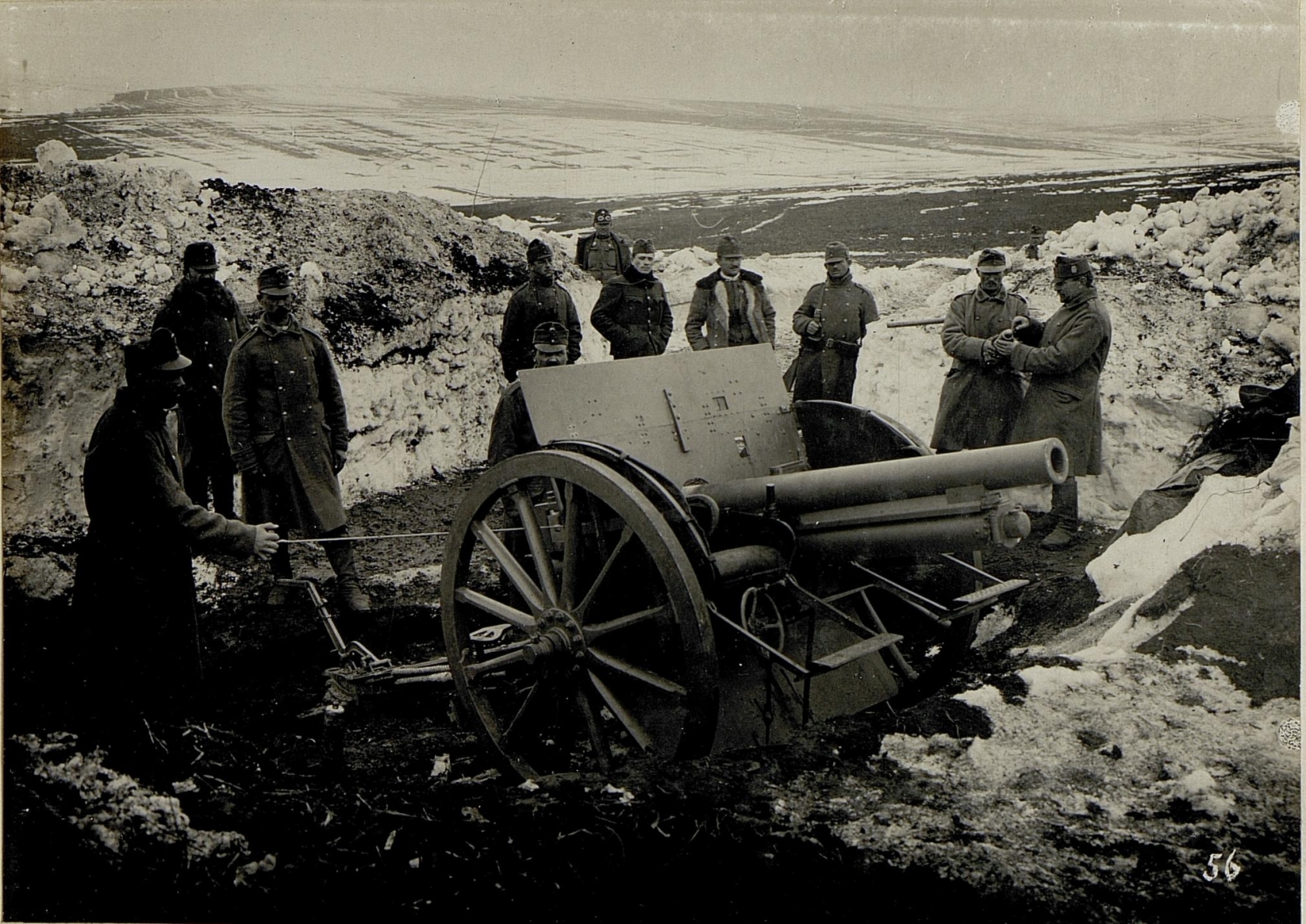
Cannone campale M. 5 da 8 cm in posizione da sparo

Inoltre durante la guerra fu costituita nel 1917 una divisione di artiglieria a cavallo (k.k. Reitende Artilleriedivision n. 12) con 4 batterie con 4 cannone campali M. 5 da 8 cm per batteria. Nello stesso anno cambiò nome in k.k. Reitende Artillerieabteilung n. 12 e le batterie furono portate a 6. Nel 1918 fu rinominata in k.k. Feldartillerieregiment n. 12 K.
La Landwehr entrò in guerra senza artiglieria pesante. Solo nel 1916 le furono assegnato dall'esercito comune e dall'artiglieria da fortezza delle batterie per formare 8 reggimenti d'artiglieria pesante campale (k.k. Schwere Landwehr Feldartillerieregimenter). Nel 1917 cambiarono nome in Schwere Feldartillerieregimenter mantenendo la stessa numerazione. Tra il 1916 e il 1917 furono costituiti 4 reggimenti di riserva (k.k. Schwere Reserve Feldartillerieregimenter). Con la riorganizzazione dell'artiglieria nel 1918 due di questi reggimenti di riserva passarono alle dipendenze dell'esercito comune. Era programmato di portare i reggimenti d'artiglieria pesante campale a 6 batterie. Fino alla fine della guerra esistevano però reggimenti anche con 4 o 5 batterie.
Nel 1917 la Landwehr fu equipaggiata anche con l'artiglieria da montagna in parte trasferita dall'esercito comune in parte costituita da nuovi reparti. Nello stesso anno i 4 reggimenti (k.k. Landwehr Gebirgsartillerieregimenter) costituiti cambiarono nome (k.k. Gebirgsartillerieregimenter) e numerazione. Nel 1918 due reggimenti furono assegnati all'esercito comune e dai due restanti reggimenti furono formati 10 reparti di artiglieria da montagna (Gebirgsartillerieabteilungen). L'equipaggiamento di quest'ultimi era identico ai reparti omonimi dell'esercito comune. Nel 1918 ogni divisione Schützen disponeva come le divisioni di fanteria dell'esercito comune due reggimenti d'artiglieria campale, un reggimento d'artiglieria pesante campale e un reparto d'artiglieria da montagna.

#### Brigate di artiglieria da campagna
| I. | II. |
| --- | --- |
| - k.k. Landwehr-Feldartilleriebrigade n. 13 costituita nell'agosto 1914 assegnata alla k.k. Landwehrinfantrietruppendivision n. 13 - k.k. Landwehr-Feldartilleriebrigade n. 21 costituita nell'agosto 1914 assegnata alla k.k. Landwehrinfantrietruppendivision n. 21 - k.k. Landwehr-Feldartilleriebrigade n. 22 costituita nell'agosto 1914 assegnata alla k.k. Landwehrinfantrietruppendivision n. 22 - k.k. Landwehr-Feldartilleriebrigade n. 26 costituita nell'agosto 1914 assegnata alla k.k. Landwehrinfantrietruppendivision n. 26 - k.k. Landwehr-Feldartilleriebrigade n. 43 costituita nell'agosto 1914 assegnata alla k.k. Landwehrinfantrietruppendivision n. 43 - k.k. Landwehr-Feldartilleriebrigade n. 44 costituita nell'agosto 1914 assegnata alla k.k. Landwehrinfantrietruppendivision n. 44 - k.k. Landwehr-Feldartilleriebrigade n. 45 costituita nell'agosto 1914 assegnata alla k.k. Landwehrinfantrietruppendivision n. 45 | - k.k. Landwehr-Feldartilleriebrigade n. 46 costituita nell'agosto 1914 assegnata alla k.k. Landwehrinfantrietruppendivision n. 46 - k.k. Landwehr-Feldartilleriebrigade n. 46 costituita nell'agosto 1914 assegnata alla k.k. Landwehrinfantrietruppendivision n. 46 - k.k. Landwehr-Feldartilleriebrigade n. 54 costituita nella prima metà del 1916 assegnata alla k.u.k. Infanterietruppendivision n. 54 dall'ottobre 1917 k.k. Schützendivision n. 54 - k.k. Landwehr-Feldartilleriebrigade n. 56 costituita all'inizio del 1918 assegnata alla k.k. Schützendivision n. 56 - k.k. Landesschützen-Artilleriekommando costituito nella primavera 1916 e sciolto nell'ottobre 1916 assegnata alla k.k. Landesschützendivision - k.k. Artilleriebrigadekommando Etschtal costituita nella primavera 1917 assegnata alla Kaiserschützenbrigade n. 98 |

#### Reggimenti di artiglieria
| I. | II. |
| --- | --- |
| - k.k. Landwehr-Feldkanonenregimenter n. 13, 21, 22, 26, 43, 44, 45, 46 costituiti nel 1916 dal 1917 k.k. Feldkanonenregimenter con la stessa numerazione dal 1918 k.k. Feldartillerieregimenter con la stessa numerazione - k.k. Landwehr-Feldhaubitzregimenter n. 13, 21, 22, 26, 43, 44, 45, 46 costituiti nel 1916 dal 1917 k.k. Feldhaubitzregimenter con la stessa numerazione dal 1918 k.k. Feldartillerieregimenter n. 113, 121, 122, 126, 143, 144, 145, 146 - k.k. Reserve-Feldkanonenregimenter n. 201, 202, 203, 204 costituiti nel 1917 dal 1918 k.k. Feldartillerieregimenter n. 54 (dal 203), 56 (dal 204), 154 (dal 203), 156 (dal 204) - k.k. Reserve-Feldhaubitzregimenter n. 201, 202, 203, 204 costituiti nel 1917 dal 1918 k.k. Feldartillerieregimenter n. 54 (dal 203), 56 (dal 204), 154 (dal 203), 156 (dal 204) - k.k. Reitende Artilleriedivision n. 12 costituita nel 1917 rinominata nel 1917: k.k. Reitendes Artillerieregiment. 12 dal 1918: k.k. Feldartillerieregiment n. 12 K | - k.k. schwere Landwehr Feldartillerieregimenter n. 13, 21, 22, 26, 43, 44, 45, 46 costituiti nel primo semestre 1916 dal 1917: k.k. schwere Feldartillerieregimenter con la stessa numerazione - k.k. schwere Landwehr Reserve Feldartillerieregimenter n. 201, 202, 203, 204 costituiti nel 1916 e 1917 dal 1917: k.k. schwere Reserve Feldartillerieregimenter con la stessa numerazione dal 1918: k.k. schwere Reserve Feldartillerieregimenter n. 54 (dal 203), 56 (dal 204) - k.k. Gebirgsartillerieregimenter n. 1, 2, 3, 4 costituiti nel 1917 rinominati nel 1917: k.k. Gebirgsartillerieregimenter n. 201, 202, 203, 204 sciolti nel 1918 - k.k. Gebirgsartillerieabteilungen n. 13, 21, 22, 26, 43, 44, 45, 45, 54, 56 costituiti nel 1918 dai reggimenti 203 e 204 |